# Солнечная электростанция в Мядельском районе
Крупная солнечная электростанция в Белоруссии.
Занимает площадь около 15 гектар и состоит из 22 600 солнечных панелей. Электростанция находится в 500 метрах от трассы Вильнюс — Полоцк, между деревнями Швакшты и Рудошаны.
На момент постройки станция являлась самой крупной в Белоруссии.
Стоимость сооружения составила 10,6 млн долларов США.

## Строительство
Построена литовской компанией Modus еnergija .